# لیلیا ساندوئلسو
لیلیا ساندوئلسو (انگلیسی: Lilia Sandulesu؛ زادهٔ ۲۸ فوریهٔ ۱۹۵۸) خوانندگی اهل اتحاد جماهیر شوروی سوسیالیستی است.